# Велика трійка (Португалія)
Велика Трійка (порт. Os Três Grandes) — прізвисько трьох найбільш успішних спортивних клубів у Португалії — «Бенфіки» і «Спортінга» зі столиці країни, Лісабона, і «Порту» з однойменного міста. Між командами як правило точиться конкуренція і вони здебільшого є основними претендентами на титул чемпіона Португалії. Вони виграли всі, крім двох, чемпіонати в історії португальського футболу. При цьому жоден з цих трьох  клубів не вилітав з Прімейра-Ліги і були учасниками у всіх сезонах, починаючи з першого — 1934-35. Найнижчим результатом «Бенфіки» було 6-те місце в сезоні 2000/01, у «Порту» — 9-те місце в сезоні 1969/70, а у «Спортінга» 7-ме місце в сезоні 2012/13.
Тільки два клуби за межами Великої трійки виграли португальське чемпіонство — Белененсеш, в сезоні 1945/46 і Боавішта в сезоні 2000/01.

## Футболісти, які грали для трьох клубів
Лише вісім футболістів грали за «Бенфіку», «Порто» і «Спортинг» протягом кар'єри. З них тільки Еуріку Гоміш був чемпіоном у всіх трьох (по два рази з кожним клубом).
- Карлуш Алінью[en]: Спортінг (1972-75(; Порту (1976); Бенфіка (1976-77, 1978-81)
- Еуріку Гоміш: Бенфіка (1975-79); Спортінг (1979-82); Порту (1982-87)
- Ромеу Сілва[en]: Бенфіка (1975-77); Порту (1979-83); Спортінг (1983-86)
- Паулу Футре: Спортінг (1983-84); Порту (1984-87); Бенфіка (1993)
- Фернанду Мендеш[en]: Спортінг (1985-89); Бенфіка (1989-91, 1992-93); Порту (1996-99)
- Еміліу Пейше: Спортінг (1991-95, 1996-97); Порту (1997—2002); Бенфіка (2002-03)
- Дерлей: Порту (2002-05); Бенфіка (2007, оренда); Спортінг (2007-09)
- Маніше: Бенфіка (1995-96, 1999—2002); Порту (2002-05); Спортінг (2010-11)
- Мігел Лопеш: Бенфіка (2005–06); Порту (2009–10, 2012–13); Спортінг (2013, 2014–15)

## Тренери, що очолювали всі три клуби
- Отто Глорія: Бенфіка (1954-59, 1968-70); Спортінг 1961, 1965-66; Порту 1964-65
- Фернандо Рієра: Бенфіка (1962-63, 1966-68); Порту (1972-73); Спортінг (1974-75)
- Фернанду Сантуш: Порту (1998—2001); Спортінг (2003-04); Бенфіка (2006-07)
- Жезуалду Феррейра: Бенфіка (2001-03); Порту (2006-10), Спортінг (2013)